# Growing Up...
Growing Up... is een televisieprogramma dat wordt uitgezonden door de zender Animal Planet (van Discovery Channel en BBC Worldwide). Afleveringen duren ongeveer een uur per stuk en volgen het opgroeien van telkens een ander jong dier in gevangenschap.
De gevolgde dieren zijn ofwel geboren in gevangenschap ofwel geredde wilde dieren. De verzorgers van de laatstgenoemden proberen de dieren meestal klaar te stomen om terug uitgezet te worden in hun natuurlijke leefomgeving, wat niet altijd mogelijk blijkt.

## Afleveringen
Tot dusver zijn de hierop volgende afleveringen uitgezonden.  Growing Up:
- Marsupial - over een grote buidelmarter, twee Tasmaanse duiveltjes en een wombat
- Lion - over de Afrikaanse leeuwenwelpjes Rex, Sheba, Leo en Amy
- Tiger - over de Siberische tijgertjes Sarge en Lily
- Elephant - over het Afrikaanse olifantje Maximus
- Cheetah - over de jachtluipaardjes Cayla, Cane en Ceiran
- Wolf - over zes wolfjes, waaronder Growly Pants en Truck
- Clouded Leopard - over nevelpanterjes Ming en Mei
- Black Bear - over het Amerikaanse zwarte beertje Charlie
- Orangutan - over de orang-oetans Sakia en Lykke
- Rhino - over het witte neushoorntje Tunza en het zwarte neushoorntje Tanzi
- Penguin - over het humboldtpinguïntje Bonita
- Zebra - over de zebraatjes Cassidy, Shadow en Sky
- Baboon - over baviaantjes Stew, Moritz, Suzie en Maryna
- Lynx - over het Euraziatische lynxje Kisa
- Polar Bear -  over ijsbeertje Inukshuk
- Grizzly - over grizzlybeertjes Little Bart en Honey-Bump (met Brad Pitt)
- Grizzly 2 - vervolg over Little Bart en Honey-Bump (met Jennifer Aniston)
- Sitka Deer - over de hertjes Jewelie en Jade
- Walrus - over het walrusje Nereus
- Black Leopard - over het zwarte pantertje Eddy
- Seal - over zeehondjes Jonro, Swinglee, Ceve en ringelrobje Butcher
- Camel - over dromedarisje Patsy
- Giraffe - over girafje Kulula
- Moose - over elandje Mush
- Hyena - over een troep kleine hyena's
- Gorilla - over gorillaatje Nona